# Oeltua
Oeltua is een bestuurslaag in het regentschap Kupang van de provincie Oost-Nusa Tenggara, Indonesië. Oeltua telt 2689 inwoners (volkstelling 2010).